# Max Beerbohm

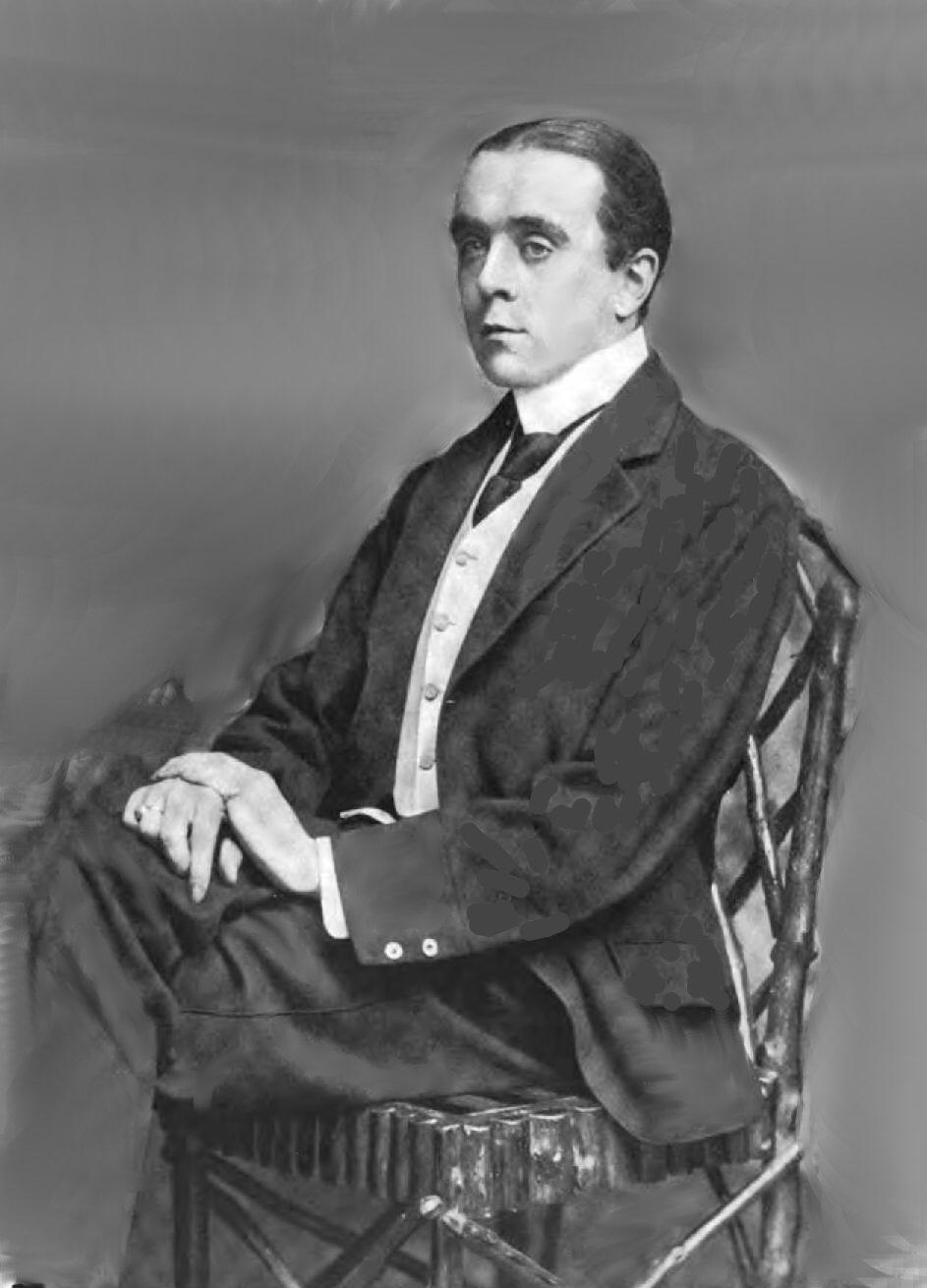
Max Beerbohm.

Henry Maximilian "Max" Beerbohm, född 24 augusti 1872 i Kensington, London, död 20 maj 1956 i Rapallo, Ligurien, var en brittisk essäist, parodiker och karikatyrtecknare mest känd för sin roman Zuleika Dobson från 1911.
Som författare var parodin hans främsta område. Han framträdde i den symbolistiska tidskriften The Yellow Book och anslöt sig till 1890-talets dekadenter.